# Chida Kaito
Kaito Chida (千田 海人 Chida Kaito, sinh ngày 17 tháng 10 năm 1994) là một cầu thủ bóng đá người Nhật Bản. Anh thi đấu cho Blaublitz Akita.

## Sự nghiệp
Kaito Chida gia nhập câu lạc bộ J3 League Blaublitz Akita năm 2017.